# The Sea Dog
Pour plus de détails, voir Fiche technique et Distribution.
The Sea Dog est un film muet américain réalisé par Thomas H. Ince et sorti en 1913.

## Synopsis
Le vieux Jabez Blunt, un capitaine marin d'antan, vit dans une péniche avec son ancien compagnon Bill Squeers. Tous deux se querellent sans arrêt. Blunt a une fille, Alice, dont il n'a plus de nouvelles. Celle-ci est mariée à un pasteur, dont elle a un enfant. Le couple, revenant de Chine, retrouve Blunt, mais le révérend comprend mal l'existence de son beau-père. Son fils, par contre, se prend tout de suite d'amitié avec son grand-père…

## Fiche technique
- Réalisation : Thomas H. Ince
- Date de sortie : États-Unis : 21 mai 1913

## Distribution
- Richard Stanton : Révérend Clayton
- Dorothy Davenport : Alice Clayton
- J. Barney Sherry : Capitaine Jabez Blunt
- Frank Brady : Bill Squeers
- Margaret Thompson : la nurse
- Thelma Salter : Jim Clayton